# Michail Glinka
Michail Ivanovitj Glinka, född 1 juni 1804 i Novospasskoje, guvernementet Smolensk, död 15 februari 1857 i Berlin, var en rysk kompositör. 

## Karaktäristik
Glinka räknas som "den ryska klassiska musikens fader". Man har jämfört Glinkas betydelse för den ryska musiken, med Pusjkins för litteraturen.

## Biografi
Glinka var den förste ryske tonsättare som fick stor uppmärksamhet, såväl i sitt eget hemland som utomlands. Han var brorson till Sergej och Fjodor Glinka och son till en välbeställd godsägare i byn Novospasskoje. Familjen tvingades av krigshändelser att fly och Glinka uppfostrades i Sankt Petersburg. Han studerade först språk där, men även violin, piano och musikteori för bland andra Joseph Böhm, John Field och Johann Leopold Fuchs. Glinka var hela sitt liv ekonomiskt oberoende. År 1830 reste han till Italien, där han av hälsoskäl stannade i tre år, samtidigt som han komponerade och studerade för italienska kompositörer. I Italien uppskattade Glinka Bellinis och Donizettis operor.
Han reste vidare till Wien, där han lärde känna Johann Strauss den äldres dansmusik. Till sist kom han till Berlin, där han studerade kompositionslära för Siegfried Dehn. Denne uppmuntrade Glinka att skriva "rysk" musik och 1836 kom genombrottet med den nationalpatriotiska hjälteoperan Ivan Susanin. Med titeln Livet för tsaren hade den premiär i Sankt Petersburg den 9 december 1836 och blev en stor framgång, trots att man såg ned på den folkliga musiken i adliga kretsar.
Glinka blev nu körledare för det kejserliga hovkapellet. Dock motarbetades Glinka av hovkapellets konservative direktör och hans olyckliga äktenskap upplöstes i skilsmässa. För detta angreps han av krafter inom Sankt Petersburgs societetskretsar. Scenmusiken till Furst Cholmskij blev lite uppskattad av publiken, medan några pianominiatyrer och romanser hade större framgång. 
Sex år efter den första uppfördes Glinkas andra opera 1842. Librettot sammanställde han själv och det baserades på Aleksandr Pusjkins dikt Ruslan och Ludmilla. Pusjkin avled och kunde därför inte infria sitt löfte om att skriva librettot. Premiären fick ett kyligt mottagande och tsarfamiljen lämnade demonstrativt teatern mitt under föreställningen. Franz Liszt, som också var närvarande, var däremot entusiastisk. Verket kom inte att uppskattas av publiken förrän efter trettio år. Efter Glinkas död blev striden hetsig mellan "ruslanister" och "antiruslanister" och bland andra Pjotr Tjajkovskij tillhörde verkets motståndare. Men trots allt hade Glinka nu skapat den nationella heroiska operans och den ryska sagooperans klassiska grundtyper. 
Glinka reste 1845 till Paris, där han sammanträffade med sin anhängare Hector Berlioz, som uppförde delar av Glinkas verk vid konserter i Paris. Han fortsatte till Spanien, där han vistades i två år och bland annat ingående studerade den spanska folkmusiken. Detta avspeglas i uvertyrerna Jota Aragonese och Minnen från en sommarnatt i Madrid. Vid en vistelse i Warszawa komponerade Glinka orkesterfantasin Kamarinskaja. Det stycket gav enligt Tjajkovskijs uppfattning fröet till hela den ryska symfoniken. 
Efter hemkomsten skrev han mest romanser och pianostycken samt orkesterarrangemang till en rad andra komponisters verk. Åren 1854-1855 skrev han en självbiografi som utkom 1887. Våren 1856 lämnade han för fjärde gången Ryssland. Han vistades i Berlin, där han avled den 15 februari 1857.  
Glinkas musikaliska arbeten hade stor påverkan på efterkommande ryska kompositörer, speciellt på medlemmarna i gruppen De fem som fortsatte i hans musikaliska fotspår och skapade klassisk musik i en rysk-nationalistisk anda. Bland andra senare kompositörer kan man märka Glinkas inflytande hos Borodin, Musorgskij, Rimskij-Korsakov, Tjajkovskij och i modernare tid hos Igor Stravinskij. Den senare kallade Glinkas verk för den ryska musikens huvudkälla. Även utanför Ryssland kom Glinkas musik och estetiska syn att spela en stor roll och Constant Lambert hävdade att Glinka under 1800-talet bara stod efter Liszt i historisk betydelse.

## Utmärkelser
Asteroiden 2205 Glinka är uppkallad efter honom.

## Verk (urval)

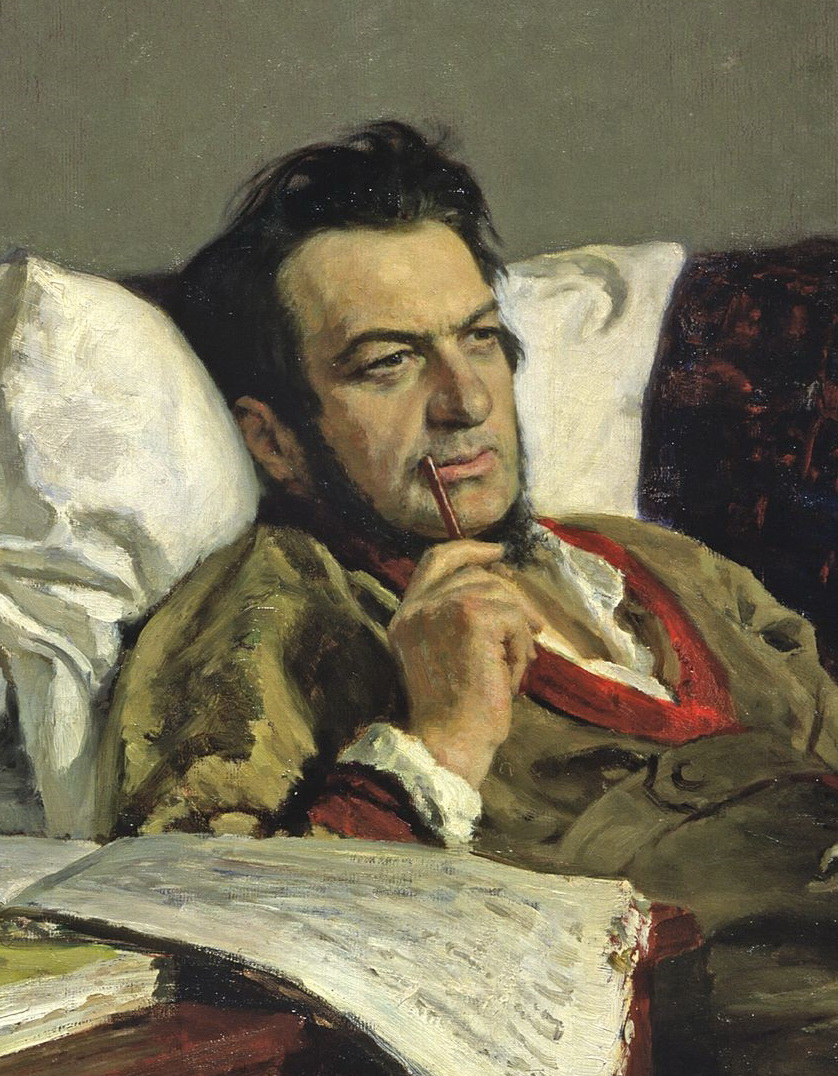
Porträtt utfört av Ilja Repin.

- Livet för tsaren eller Ivan Susanin, Opera i 4 akter och en epilog, 1834-36, libretto: Baron Rosen nach Sjukovskij. Uruppförande den 9 december 1836 i Sankt Petersburg
- Ruslan och Ludmila - Opera i 5 akter, 1837-42, Libretto: V. Sjirkov och andere nach Pusjkin. Uruppförande den 27 november 1842 i Sankt Petersburg
- Scenmusik till Nestor Kukolniks tragedi Furst Cholmskij och Zigenaren från Moldau. Uruppförande: 1836
- Symfoni d-moll (ofullbordad)
- Kamarinskaja. Orkesterfantasi - 1848
- Jota Aragonese. Spansk ouvertyr Nr. 1 - 1845
- Minnen från en sommarnatt i Madrid Spansk ouvertyr Nr. 2 - Orkesterfantasi, komponerad med titeln "Recuerdos de Castilla", 1848, utökad 1851
- Valsefantaisie h-moll - 1839, Orkestrering 1845 och 1856
- 2 stråkkvartetter i D-dur och F-dur - 1830
- Menuett för stråkkvartett - 1833
- Pianosextett Ess-dur - 1834
- Trio pathétique d-moll - för piano, klarinett och fagott, 1826-1827
- 85 solosånger, duetter med mera
- Omkring 40 pianokompositioner